# Syn Frankensteina
Syn Frankensteina (ang. Son of Frankenstein) – amerykański film grozy z 1939 roku w reżyserii Rowlanda V. Lee. Kontynuacja filmu Narzeczona Frankensteina.

## Fabuła
Wolf Frankenstein, syn Henry’ego Frankensteina, powraca po latach do swoich włości by odebrać spadek po swoim ojcu. Kiedy zwiedza laboratorium demonicznego doktora natrafia na jego asystenta - Igora. Ten opowiada mu o badaniach i eksperymentach nad przywracaniem do życia jakich dokonywał jego ojciec. Pod wpływem jego opowieści Wolf postanawia kontynuować pracę ojca.

## Obsada
- Basil Rathbone - baron Wolf von Frankenstein
- Boris Karloff - potwór Frankensteina
- Béla Lugosi - Igor
- Lionel Atwill - inspektor Krogh
- Edgar Norton - Thomas Benson
- Josephine Hutchinson - Elsa von Frankenstein
- Donnie Dunagan - Peter von Frankenstein
- Clarence Wilson - doktor Berger